# Municipio de Ash Valley
El municipio de Ash Valley (en inglés: Ash Valley Township) es un municipio ubicado en el condado de Pawnee en el estado estadounidense de Kansas. En el año 2010 tenía una población de 47 habitantes y una densidad poblacional de 0,49 personas por km².

## Geografía
El municipio de Ash Valley se encuentra ubicado en las coordenadas 38°18′47″N 99°12′2″O / 38.31306, -99.20056. Según la Oficina del Censo de los Estados Unidos, el municipio tiene una superficie total de 95.01 km², de la cual 94,95 km² corresponden a tierra firme y (0,07 %) 0,06 km² es agua.

## Demografía
Según el censo de 2010, había 47 personas residiendo en el municipio de Ash Valley. La densidad de población era de 0,49 hab./km². De los 47 habitantes, el municipio de Ash Valley estaba compuesto por el 100 % blancos. Del total de la población el 0 % eran hispanos o latinos de cualquier raza.